# T-72M4 CZ
T-72M4 CZ — чешская модификация советского основного боевого танка Т-72М, являющегося экспортным вариантом Т-72А.

## История
Решение о модернизации танкового парка Т-72 вооружённых сил Чехии было принято в середине 1990х годов. В июле 2000 года был официально представлен предсерийный прототип Т-72CZ.
После завершения испытаний, в 2003 году началась модернизация танков, но начавшийся в 2008 году экономический кризис осложнил положение в экономике Чехии и привел к изменению структуры военных расходов страны.
Начавшаяся же в 2020 году эпидемия коронавируса COVID-19 (с марта 2020 года распространившаяся на Чехию) вызвала экономический кризис в странах Евросоюза и в марте часть средств военного бюджета страны была перераспределена на борьбу с коронавирусом и выполнение некоторых военных программ было замедлено. Так, в декабре 2020 года министр финансов Чехии А. Шиллерова официально сообщила, что из-за негативных последствий эпидемии коронавируса Чехия не сможет выполнить обязательства перед НАТО увеличить военные расходы страны до 2% ВВП к 2024 году. В это же время военный министр Л. Метнар сообщил, что выполнение программы модернизации имеющегося парка танков Т-72 до уровня T-72M4 CZ будет продлено до 2025 года.

## Описание
Основной разработкой занималась чешская государственная компания VOP CZ (до 2012 г. — VOP 025 (Vojensky opravarensky podnik 025)) расположенная в Нови-Йичине.
Вооружение танка сохранено на уровне прототипа, состоящего из 125-мм советской пушки 2А46М, установленной на исходных Т-72М и пулемётов НСВТ и ПКТ. Однако чешская компания Synthesia разработала новые снаряды APFSDS (бронебойный оперенный снаряд с отделяющимися ведущими частями) с вольфрамовым сердечником.
Т-72М4 CZ оснащён итальянской системой управления огнём TURMS-T компании Officine Galileo. Благодаря новой СУО, танк имеет эффективную дальность стрельбы на ходу 2000 м и 4000 м дальность обнаружения цели ночью.
На танк установлена динамическая защита DYNA-72 производства VOP CZ, обеспечивающей повышение защиты от кумулятивных боеприпасов по наклонной броне на 220 %, по бортам корпуса (угол обстрела 20°) на 190 % и по передней и бортовым частям башни на 300 %.
Для борьбы с магнитными минами установлена электромагнитная система TRALL (разработанная чешской фирмой Metra Blansko в сотрудничестве с израильской фирмой IAI Ramta).
Силовая установка заменена на разработанную израильской компанией «NIMDA Group» по спецзаказу VOP CZ, которая собирается на месте специалистами компании ЧКД (ČKD). В неё входит 12-цилиндровый четырёхтактный V-образный дизельный двигатель CV-12 с турбонаддувом мощностью 1000  л.с. британской фирмы Perkins Engines с автоматической трансмиссией XTG 4II-6 американской фирмы Allison Transmission. CV-12 имеет промежуточное охлаждение и непосредственный впрыск. Особенность силовой установки в том, что она представляет собой единый быстросменный модуль, заменяемый за 30 минут без участия специалистов.
Танк оснащён спутниковой системой навигации (GPS) и автоматической системой диагностики состояния систем танка.
Помимо прочих агрегатов, в состав модернизации T-72M4 CZ входит также:
- DICOM: сверхвысокочастотная система связи RF 1350;
- Kidde-Deugra: система тушения пожара и подавления взрыва;
- Letecké přístroje Praha (LP Praha): диагностическая система DITA-97, система наземной навигации NBV-97;
- Przemyslowe Centrum Optyki (PCO): прибор оповещения о лазерном облучении и самозащиты SSC-1;
- VUES Brno: станция внешней связи;
- Meopta: прибор ночного видения TKN-3P механика-водителя.

Стоимость модернизации составила 150 млн крон. Всего было модернизировано 30 машин вместо изначально планировавшихся 350.

## Галерея

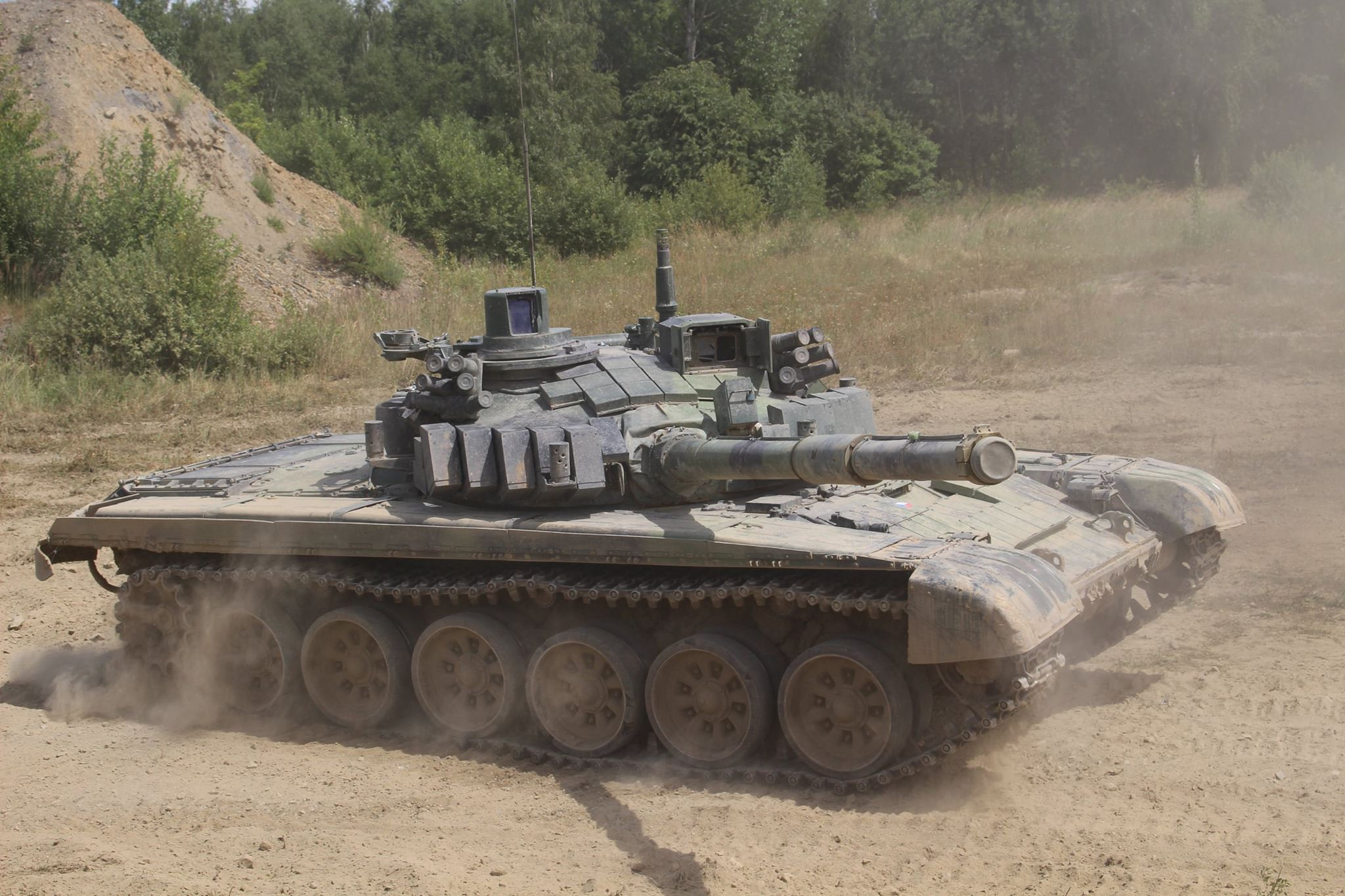
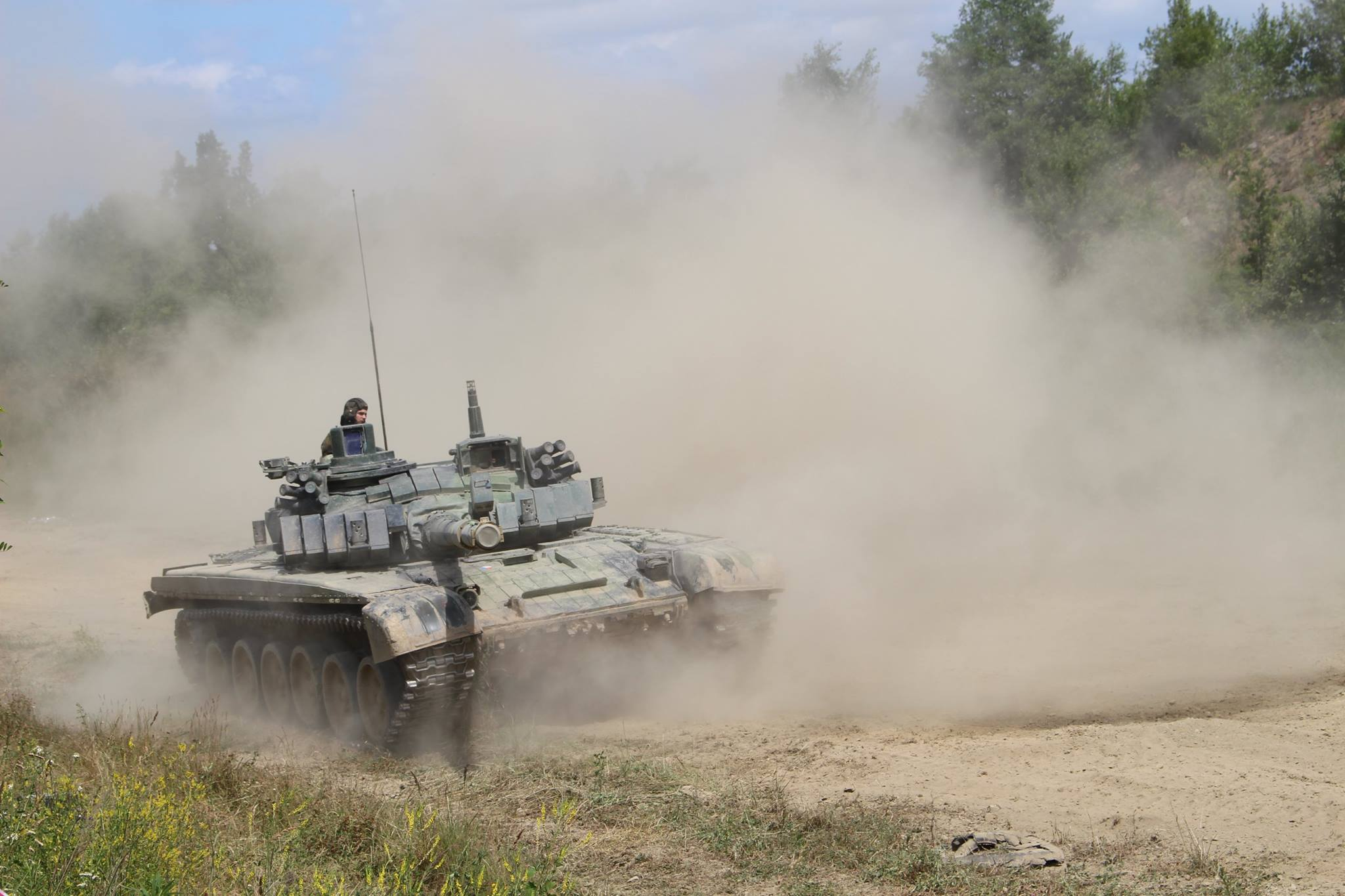
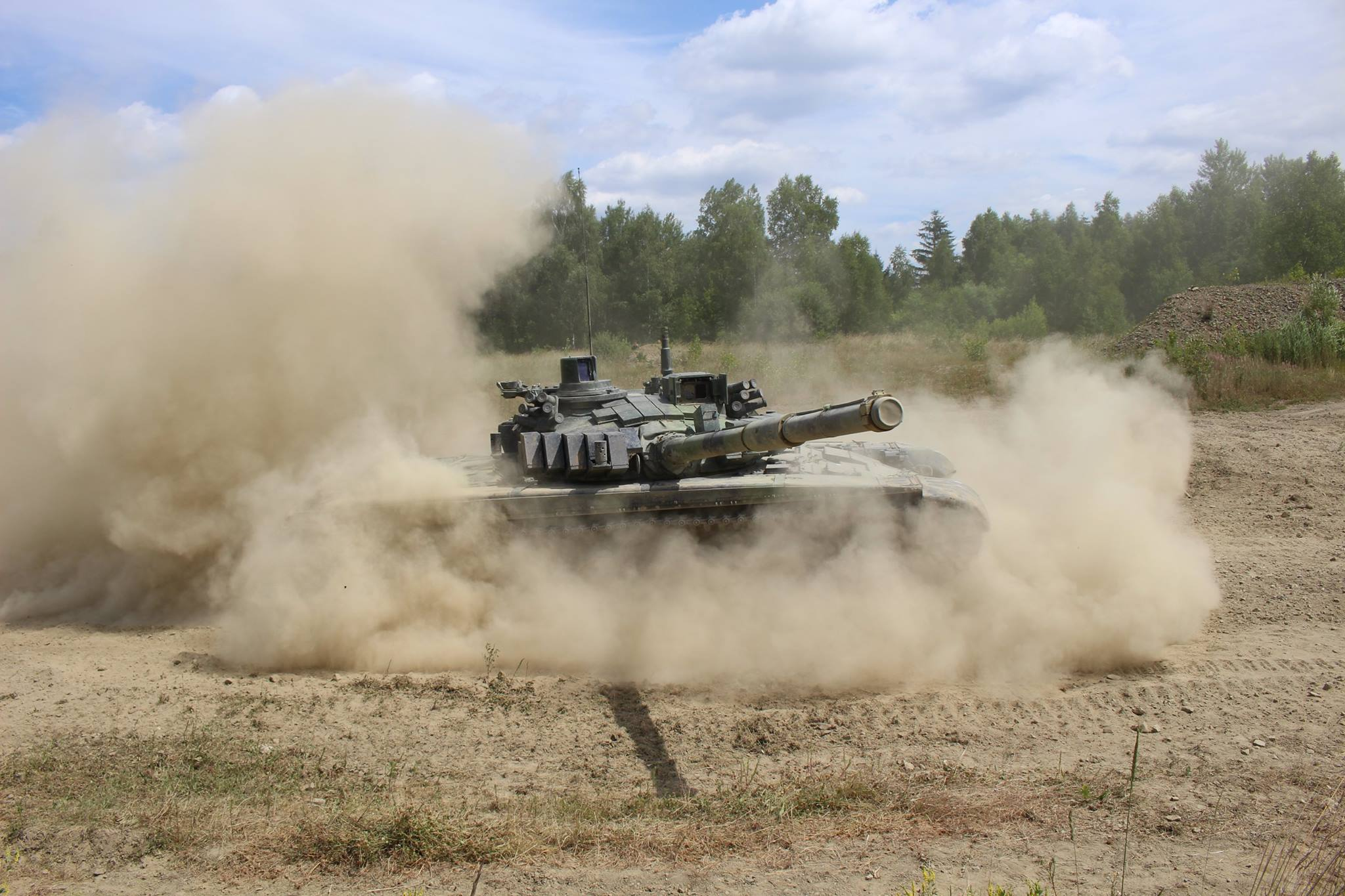
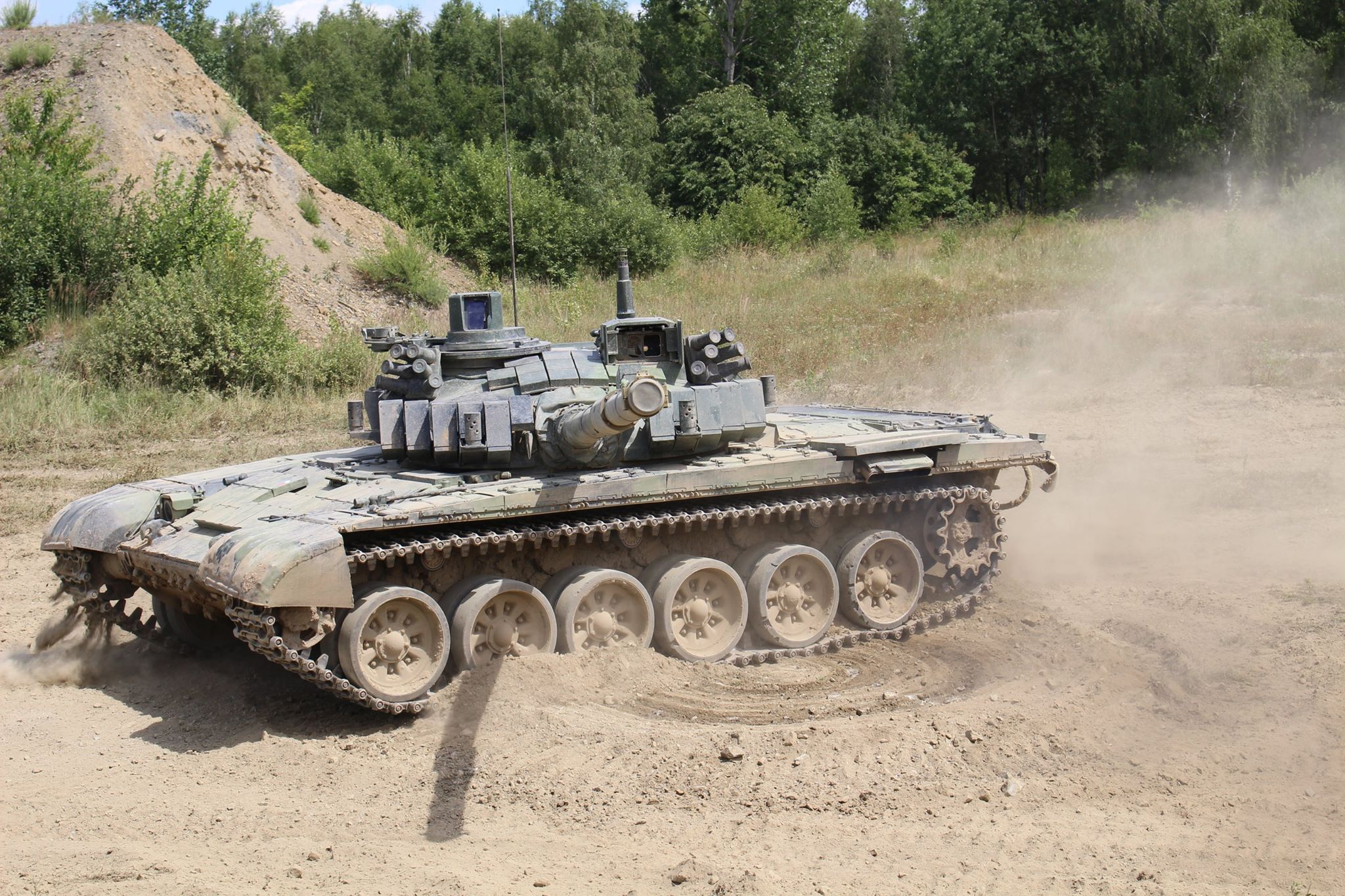
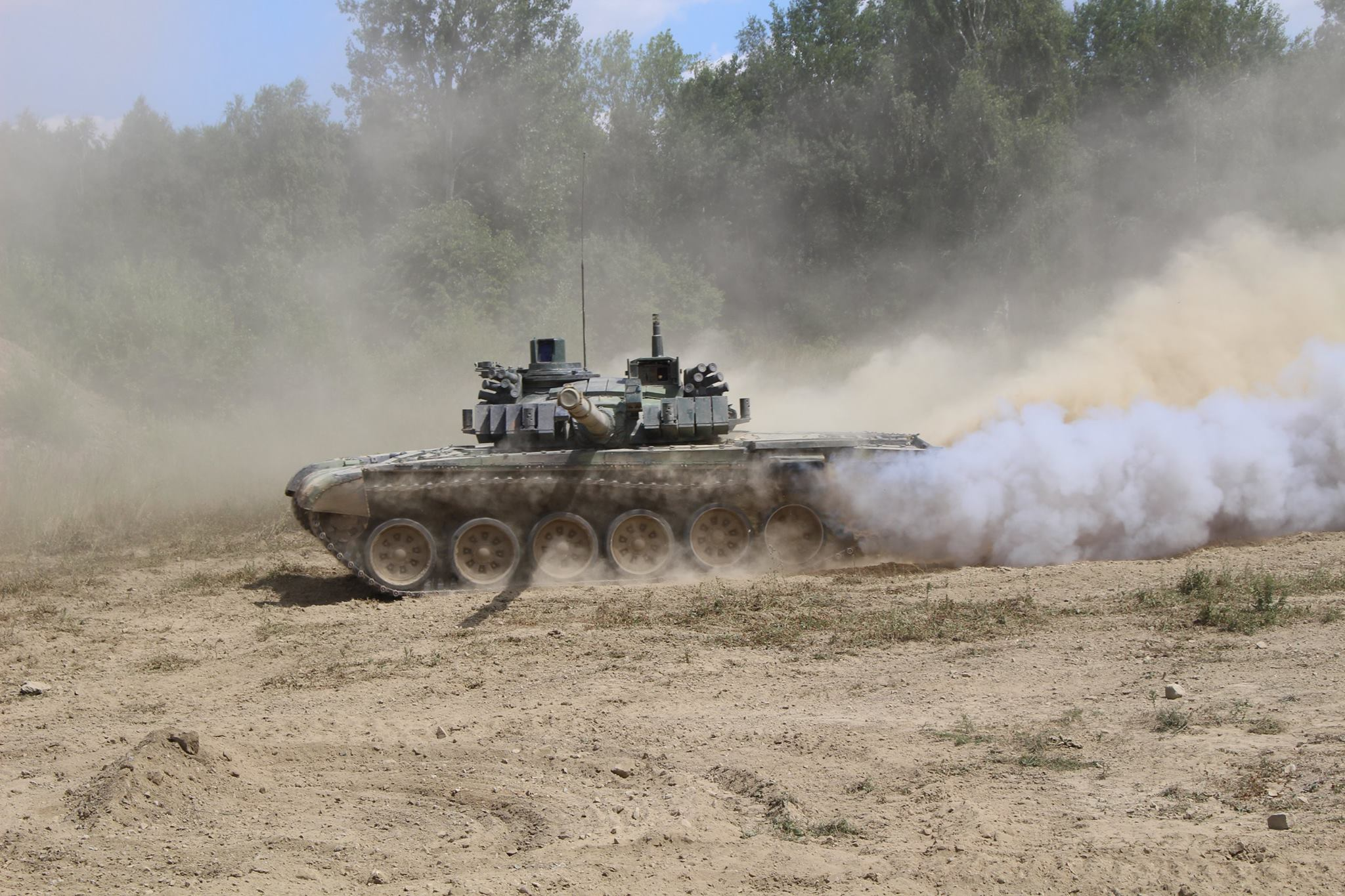

## На вооружении
Чехия ― 30 T-72M4 CZ по состоянию на 2024 год.